# Andrakammarvalet i Sverige 1899
Andrakammarvalet i Sverige 1899 hölls i Sverige 1899.

## Valsystem
Valsättet var en blandning av indirekta- och direkta val. I 135 av landsbygdens 150 valkretsar tillämpades direkta val och detsamma gällde de 46 stadsvalkretsarna. Resterande 15 landsbygdsvalkretsar tillämpade alltså indirekta val, vilka utfördes av elektorer. Stadsvalkretsarna valde totalt 80 ledamöter. Dessa var i regel enmansvalkretsar med undantag för de största städerna som fick fler mandat, dessa var; Stockholm (22 mandat), Göteborg (9 mandat), Malmö (4 mandat), Norrköping (2 mandat) och Gävle (2 mandat). Alla landsbygdsvalkretsar hade ett mandat var.
Rösträtt till andra kammaren hade män som var över 21 år och hade inkomst på minst 800 kronor per år eller ägde en fastighet taxerad till minst 1 000 kronor, eller arrenderade en fastighet taxerad till minst 6 000 kronor. För att vara valbar skulle man ha fyllt 25 år och bo i valkretsen. Av folkmängden den 31 december 1898, 5 062 918, hade 339 876 (6,7 %) rösträtt.

## Valkampanj
Valet kom till stor del att handla om rösträtten, som aktualiserats efter att ett liberalt rösträttsförslag framlagts i andra kammaren. På valdagen (i Stockholm), den 22 september, publicerades författaren och poeten Verner von Heidenstams diktcykel Ett folk i Svenska Dagbladet, där han kritiserade kravet på ekonomisk inkomst som ett villkor för rösträtt, med de kända orden "Det är skam, det är fläck på Sveriges banér, att medborgarrätt heter pengar".

## Valresultat
Andra kammaren behöll en konservativ majoritet, även om Lantmannapartiet backade. Valdeltagandet sjönk något jämfört med 1896. Under 1900 års riksdags första dagar bildades Liberala samlingspartiet av ett 80-tal liberala riksdagsmän. Denna liberala gruppering kom att bli en stark kraft i svensk politik under de kommande åren.

### Partivis
Siffrorna avser de sammanlagda röstetalen för riksdagsledamöter som tillhörde respektive parti under riksdagen 1900 och baseras, liksom antalet mandat, på uppgifter om riksdagsledamöters partitillhörighet från bokserien Tvåkammarriksdagen 1867–1970. Röstetalen på valkretsnivå är hämtade från SCB. I stadsvalkretsar med flera mandat har röstetalen skattats . Det ska också påpekas att partigrupperingarna var relativt diffusa och att partibyten inte var ovanliga.
| Parti                | Parti                    | Röstfördelning | Röstfördelning | Mandat | Mandat |
| Parti                | Parti                    | Röster         | Elektorer      | Antal  | +/-    |
| -------------------- | ------------------------ | -------------- | -------------- | ------ | ------ |
|                      | Lantmannapartiet         | 38 608         | 392            | 117    | -11    |
|                      | Liberala samlingspartiet | 37 765         | 0              | 87     | nytt   |
|                      | Vänstervilde             | 578            | 0              | 1      | ny     |
|                      | Högervilde               | 555            | 0              | 1      | ny     |
|                      | Socialdemokraterna       | 313            | 0              | 1      | +-0    |
|                      | Obundna                  | 7 245          | 16             | 23     | -21    |
|                      | Övriga                   | 48 303         | 96             | -      | -      |
| Antal giltiga röster | Antal giltiga röster     | 133 367        | 504            | 230    | -      |
| Ogiltiga röster      | Ogiltiga röster          | 1 035          | 0              |        |        |
| Totalt               | Totalt                   | 134 402        | 504            |        |        |

### Ideologisk tillhörighet
| Ideologi         | Röster (%) | Mandat | +/- |
| ---------------- | ---------- | ------ | --- |
| Konservativa     | 53,2       | 137    | -19 |
| Liberaler        | 46,8       | 92     | +19 |
| Socialdemokrater | 46,8       | 1      | +-0 |
| Totalt           | 100,0      | 230    | -   |

### Valdeltagande

#### Antal
|              | Direkta val | Indirekta val | Samtliga val |
| ------------ | ----------- | ------------- | ------------ |
| Städerna     | 43 227      | -             | 43 227       |
| Landsbygden  | 91 175      | 2 577         | 93 752       |
| Hela Sverige | 134 402     | 2 577         | 136 979      |

#### Andel
|              | Direkta val | Indirekta val | Samtliga val |
| ------------ | ----------- | ------------- | ------------ |
| Städerna     | 56,8        | -             | 56,8         |
| Landsbygden  | 37,6        | 12,0          | 35,5         |
| Hela Sverige | 42,2        | 12,0          | 40,3         |

### Fotnoter
1. ↑  Riksdagsordningen 1866
2. ↑  ”Heidenstam 150 år”. Gefle dagblad. 7 juli 2009. Arkiverad från originalet den 5 mars 2016. https://web.archive.org/web/20160305005719/http://www.gd.se/kultur/heidenstam-150-ar. Läst 27 februari 2015.
3. ↑  I dessa valkretsar har ett partis röstetal dividerats på antalet röster varje väljare hade att ge. Annars skulle dessa valkretsar överrepresenteras kraftigt i röstfördelningen.
4. ↑  The Swedish electorate 1887-1968, Almqvist & Wiksell
5. ↑  Riksdagen genom tiderna,  Almqvist & Wiksell international